# Nicolas Seube
Nicolas Seube, né le 11 août 1979 à Toulouse (Haute-Garonne), est un joueur et entraîneur de football français. Il est nommé à la tête de l'équipe réserve du RC Strasbourg en juin 2025.
Seube est une personnalité emblématique du Stade Malherbe Caen, où il réalise toute sa carrière de joueur et commence celle d’entraîneur. Après sa formation au Toulouse FC, il est recruté par le club caennais en 2001. Au poste de défenseur latéral puis de milieu défensif à partir de 2007, il y réalise toute sa carrière de joueur. Il connaît quatre montées en Ligue 1 et en est le capitaine de 2006 à 2013. Il dispute au total 520 matchs professionnels avec le club normand, dépassant en 2013 le record détenu jusque là par son ancien coéquipier Anthony Deroin.
À l'issue de sa carrière de joueur en 2017, il intègre l'encadrement du club. Il est tour à tour entraîneur des jeunes puis de l'équipe réserve, et directeur du centre de formation. En novembre 2023, il est nommé entraîneur de l'équipe première à la suite de Jean-Marc Furlan. En décembre 2024, quelques mois après la vente du club, il est remercié après un début de saison décevant.   

## Biographie

### Carrière de joueur
Mesurant 1,80 m pour environ 70 kg, Nicolas Seube est formé au Toulouse FC de 1996 à 2001, d'abord comme milieu de terrain puis comme arrière latéral. Alors que l'équipe fanion évolue en deuxième division, il joue en réserve, en CFA. Quand le club toulousain est relégué en National, en 2001, son contrat à Toulouse, où il n'a fait aucune apparition en équipe première, n'est pas reconduit.
À 22 ans, il rejoint le Stade Malherbe Caen, autre club de Ligue 2, que vient de quitter l'arrière gauche Grégory Tafforeau. Détecté par le directeur sportif Guy David, il signe un premier contrat de trois ans. Alors qu'il arrive comme remplaçant, il occupe finalement régulièrement le poste de défenseur latéral, à droite ou à gauche, sous la houlette d'Hervé Gauthier. Seube éprouve des difficultés à atteindre un niveau individuel suffisant pour la Division 2 et doit faire face aux critiques.
Nicolas Seube connaît cependant une progression constante et s'impose définitivement à partir de la saison 2003-2004. Il devient un pilier de l'équipe première, incontestable au poste d'arrière gauche. C'est un joueur tonique et volontaire, généreux dans ses efforts sur le terrain. En 2004, le club fait son retour dans l'élite après sept ans en D2. Les Normands réalisent une saison contrastée, ils atteignent la finale de la Coupe de la Ligue mais s'y inclinent contre le RC Strasbourg, et sont relégués après une défaite lors de la dernière journée. Au début de la saison 2006-2007, celui qui commence à être surnommé « Seube-ce-héros » par certains supporters est désigné capitaine après le départ de Ronald Zubar pour l'Olympique de Marseille.

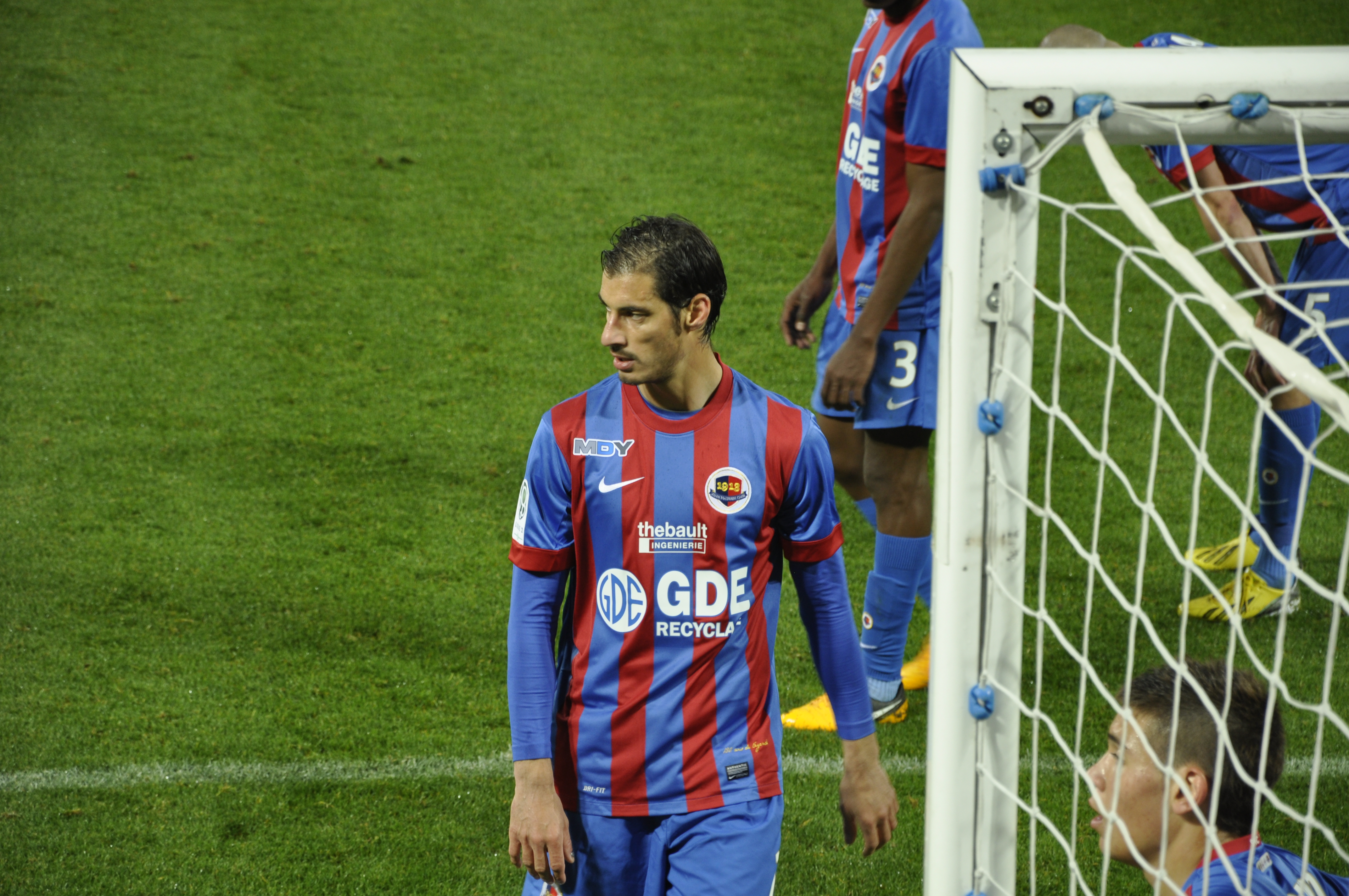
Seube lors du match Caen-Ajaccio GFC en mai 2013.

L'éclosion de Reynald Lemaître au poste de latéral gauche à partir de 2007 l'amène à quitter son poste d'origine pour la défense centrale, voire le poste de milieu défensif où il a été formé et où il fait ses preuves en fin de saison 2008-2009. Alors que l'équipe est reléguée, il demande à quitter le club, ce que le président Jean-François Fortin lui refuse. C'est donc comme milieu défensif, à Caen, qu'il s'affirme au cours de la saison 2009-2010, qui voit le club remporter le championnat de France de Ligue 2 pour la deuxième fois de son histoire.
Pour le retour de son équipe en Ligue 1, il marque le premier but de la saison de son équipe contre l'OM au Stade Vélodrome en ouvrant le score d'une frappe des 25 mètres qui bat Mandanda, ce qui permet à son équipe de s'imposer 2-1. À la suite de la relégation du club l'année suivante, en 2012, alors qu'il est en fin de contrat, il prolonge de trois saisons, une durée qui fait un peu polémique pour un joueur considéré en fin de carrière. Après sept ans de capitanat, il s'accorde avec le nouvel entraîneur Patrice Garande pour laisser la responsabilité à son coéquipier Jérémy Sorbon.
Lors de la saison 2013-2014, en raison d'une forte concurrence au milieu de terrain, liée au recrutement du jeune N'Golo Kanté et du plus expérimenté Laurent Agouazi, il retrouve un temps son ancien poste de latéral gauche. Lors du dernier match de la saison 2013-2014 face à Dijon, il dispute son 400e match avec le club, ce qui en fait le joueur le plus capé de l'histoire du Stade Malherbe de Caen. Il fête ce soir-là sa quatrième montée en Ligue 1 avec le club normand.
Il annonce lors d'une interview que la saison 2014-2015 avec le Stade Malherbe de Caen sera la dernière saison de sa carrière professionnelle et qu'il prendra sa retraite sportive à la fin de la saison. Pourtant, malgré certaines arrivées à son poste, notamment le jeune Jordan Adéoti transféré du Stade lavallois, il parvient à reconquérir une place de titulaire au poste de milieu défensif lors du début de la deuxième moitié de saison, et enchaîne les belles performances au côté de Julien Féret, replacé en tant que n°10 et N'Golo Kanté dans un registre un peu plus avancé à la récupération. Preuve symbolique de ces belles prestations, ses sorties sont souvent accompagnées par une ovation du public du stade Michel-d'Ornano, illustration de l'amour que porte le public à ce joueur de devoir.
Alors qu'il est censé prendre sa retraite sportive, son retour en forme probant conduit à la prolongation d'une saison de son contrat. Il entame en 2015-2016, comme titulaire, une quinzième saison sous le maillot caennais,. N'ayant manqué que deux rencontres de championnat après 25 journées, son contrat est de nouveau prolongé d'une année. Cette saison le voit également devenir le recordman du nombre d'apparitions en première division sous le maillot bleu et rouge avec 202 matchs disputés à la suite de la 25e journée.
Le 27 août 2016, il entame sa seizième saison professionnelle à l'occasion de la réception du SC Bastia. Ce match lui permet d'atteindre la barre des 500 matchs professionnels sous les couleurs caennaises, un événement célébré lors de la réception suivante, face au Paris SG. Le 17 mars 2017, il annonce qu'il mettra un terme à sa carrière de joueur à l'issue de la saison 2016-2017.

### Carrière d’entraîneur
À l'issue de sa dernière saison professionnelle, il annonce vouloir passer ses diplômes d’entraîneur. Il est dans le même temps nommé adjoint des U17 du SM Caen. En juin 2019, il est promu entraîneur adjoint de l'équipe réserve. Il continue sa progression en devenant entraîneur principal des U19 Nationaux pour la saison 2020-2021 à la suite du départ de Michel Rodriguez. 
Lors de la saison 2021-2022, il est nommé directeur du centre de formation du club caennais. Il conserve en parallèle la charge des moins de 19 ans, qu'il conduit en finale de la Coupe Gambardella, où les Caennais s'inclinent face à l'Olympique lyonnais aux tirs au but (1-1, 5-4 tab). En avril 2022, après deux ans de formation au CNF Clairefontaine, il est diplômé du brevet d'entraîneur formateur de football (BEFF). Lors de la saison 2022-2023, à la suite du départ de Fabrice Vandeputte à l'Olympique de Marseille, il est nommé entraîneur principal de l'équipe réserve, tout en conservant la direction du centre de formation. Il se porte candidat au BEPF mais n'est pas retenu.
Nicolas Seube est nommé entraîneur de l'équipe première du SM Caen le 30 novembre 2023, bien qu'il n'ait pas le BEPF requis par la Ligue. Le club, précédemment entraîné par Jean-Marc Furlan, traverse alors une crise de résultats. Après une série de onze matchs sans victoire, l'équipe est 16e, loin des espoirs de montée de début de saison. Il parvient à redresser la situation de manière spectaculaire, en s'appuyant notamment sur les jeunes du club (Traoré, Lebreton, Debohi) et en s'attachant à redonner confiance à tous les joueurs. Après s'être replacée dans la course aux barrages, l'équipe termine finalement à une frustrante 6e place. Sa candidature au BEPF est finalement acceptée dans la promotion 2024-2025. 
L'intersaison du club normand est particulièrement agitée, avec le rachat du club par le fonds d'investissement de Kylian Mbappé, le remplacement des dirigeants précédents et un recrutement tardifs et des rumeurs de remplacement dès les premières semaines. Dans ce contexte, il ne parvient pas à maintenir la réussite du printemps. Il est remercié le 29 décembre 2024, à la veille de la reprise après la trêve hivernale, alors que l'équipe occupe la 16e place du championnat et vient d'être éliminée de Coupe de France. Son bilan est de 17 victoires et 6 matchs nuls en 39 matchs de Ligue 2, ainsi que 3 victoires en 5 matchs de Coupe de France. Son successeur Bruno Baltazar perd ses sept premiers matchs à la tête de l'équipe, malgré plusieurs recrues. Un troisième entraîneur, Michel Der Zakarian, ne fait pas mieux, et l'équipe termine à la dernière place, loin derrière ses concurrents.   
Nicolas Seube obtient son diplôme d'entraîneur le 16 mai. Le 12 juin, les médias annoncent sa nomination à la tête de l'équipe réserve du RC Strasbourg pour la saison suivante.

### Vie privée et engagements
Nicolas Seube est marié avec une Caennaise, Marine, avec laquelle il a trois enfants.
En 2008, alors qu'il dit lui-même avoir grandi dans une famille communiste, il soutient la liste d'union de la gauche (PS, PC, Verts, PRG) menée Philippe Duron lors des élections municipales.

## Statistiques

### En tant que joueur
Nicolas Seube joue son premier match en Ligue 1 le 7 août 2004 avec le SM Caen face au FC Istres (1-1). Il inscrit son premier but en Ligue 1 le 25 octobre 2008 sur le terrain du LOSC Lille (2-2).
| Saison                | Club                  | Championnat           | Championnat | Championnat | Coupe nationale | Coupe nationale | Coupe de la Ligue | Coupe de la Ligue | Total | Total |
| Saison                | Club                  | Division              | M.          | B.          | M.              | B.              | M.                | B.                | M.    | B.    |
| 2001-2002             | SM Caen               | Division 2            | 31          | 0           | 1               | 0               | 1                 | 0                 | 33    | 0     |
| 2002-2003             | SM Caen               | Ligue 2               | 22          | 1           | 0               | 0               | 0                 | 0                 | 22    | 1     |
| 2003-2004             | SM Caen               | Ligue 2               | 29          | 0           | 1               | 0               | 0                 | 0                 | 30    | 0     |
| 2004-2005             | SM Caen               | Ligue 1               | 27          | 0           | 1               | 0               | 5                 | 0                 | 33    | 0     |
| 2005-2006             | SM Caen               | Ligue 2               | 37          | 1           | 1               | 0               | 3                 | 0                 | 41    | 1     |
| 2006-2007             | SM Caen               | Ligue 2               | 34          | 0           | 3               | 0               | 0                 | 0                 | 37    | 0     |
| 2007-2008             | SM Caen               | Ligue 1               | 28          | 0           | 1               | 0               | 1                 | 0                 | 30    | 0     |
| 2008-2009             | SM Caen               | Ligue 1               | 36          | 3           | 2               | 0               | 1                 | 0                 | 39    | 3     |
| 2009-2010             | SM Caen               | Ligue 2               | 31          | 2           | 3               | 0               | 0                 | 0                 | 34    | 2     |
| 2010-2011             | SM Caen               | Ligue 1               | 29          | 1           | 1               | 0               | 1                 | 0                 | 31    | 1     |
| 2011-2012             | SM Caen               | Ligue 1               | 35          | 1           | 1               | 0               | 3                 | 0                 | 39    | 1     |
| 2012-2013             | SM Caen               | Ligue 2               | 34          | 0           | 1               | 0               | 2                 | 0                 | 37    | 0     |
| 2013-2014             | SM Caen               | Ligue 2               | 27          | 0           | 3               | 0               | 2                 | 0                 | 32    | 0     |
| 2014-2015             | SM Caen               | Ligue 1               | 24          | 1           | 1               | 0               | 2                 | 0                 | 27    | 1     |
| 2015-2016             | SM Caen               | Ligue 1               | 33          | 0           | 1               | 0               | 0                 | 0                 | 34    | 0     |
| 2016-2017             | SM Caen               | Ligue 1               | 20          | 0           | 1               | 0               | 0                 | 0                 | 21    | 0     |
| Total sur la carrière | Total sur la carrière | Total sur la carrière | 477         | 10          | 22              | 0               | 21                | 0                 | 520   | 10    |

### En tant qu’entraîneur
| Saison    | Club    | Championnat | Matchs | G  | N | P | Points | PPM  |
| --------- | ------- | ----------- | ------ | -- | - | - | ------ | ---- |
| 2023-2024 | SM Caen | Ligue 2     | 23     | 13 | 3 | 7 | 42     | 1,83 |
| 2024-2025 | SM Caen | Ligue 2     | 16     | 4  | 3 | 9 | 15     | 0,94 |

## Palmarès et distinctions
Nicolas Seube a pour seul titre le championnat de France de Ligue 2 remporté par le SM Caen en 2010. Avec le club caennais il termine également deux fois à la deuxième place de ce championnat, en 2004 et 2007, et connaît une quatrième promotion en 2014. Il dispute également la finale de la Coupe de la Ligue 2004-2005 avec le SM Caen, perdue face au RC Strasbourg (1-2). Son meilleur classement en championnat est la 7e place du club normand en Ligue 1 obtenue en 2016.
La fidélité de Nicolas Seube au club normand et son comportement exemplaire lui valent d'être nommé à quatre reprises par les Cahiers du football au « Ballon d'eau fraîche », en 2010, 2011, 2015 et 2016. Il en termine à la deuxième place en 2011 et 2015. Il remporte l'édition 2016 de ce titre honorifique.

## Culture populaire
Nicolas Seube est devenu au fil de sa carrière professionnelle, menée au sein du seul et même club, une figure emblématique des supporteurs malherbistes. Cette passion atteint son paroxysme après l'annonce de la retraite du joueur en mars 2017 : la popularité de l'expression « Seube, ce héros » donnera lieu à de nombreux détournements sur les réseaux sociaux. Certains iront jusqu'à proposer la fabrication d'une statue, ce qu'il refusa vigoureusement.